# Панчо Гонзалес
Рикардо Алонсо Гонзалес (на английски: Ricardo Alonso González) (роден на 9 май 1928 г. — починал на 3 юли 1995 г.), по-известен като Ричард „Панчо“ Гонзалес (на английски: Richard „Pancho“ Gonzales) (или също така и само Панчо Гонзалес), е бивш американски тенисист от мексикански произход. Гонзалес е бил № 1 в световната класация за годината при мъжете рекордните 8 години: 1952, 1954, 1955, 1956, 1957, 1958, 1959, 1960 (първата и последната заедно с друг тенисист, а останалите 6 е едноличен лидер). Така той е на върха в класирането 417 седмици – световен рекорд в тениса.
Гонзалес е самоук играч, който постига завидни успехи в тениса преди Отворената ера (1968 г.):
- В статут на аматьор:
  - четирикратeн победител в турнири от веригата Големия шлем – 2 пъти единично Откритото първенство на САЩ през 1948 и 1949 година и по веднаж на мъжки двойки Откритите шампионати на Англия и Франция – Уимбълдън и Ролан Гарос;
  - носител на Купата на Дейвис през 1949 г. като част от американския отбор.
- В статут на професионалист:
  - осемкратен шампион на САЩ за професионалисти;
  - четирикратeн шампион на турнира Уембли.
- Член на Международната тенис зала на славата от 1968 г.

И до днес той е смятан от мнозина за един от най-великите тенисисти в историята на играта. В статия от 1999 г. на американското спортно списание Sports Illustrated за 20-те най-любими спортисти на ХХ век Гонзалес е поставен на 15-о място (единственият тенисист в класацията, като Крис Евърт е поставена на 20-о място), като за него е казано: „Ако бъдещето на човечеството е заложено на тенис-мач, човекът, който ще искате да сервира, за да го спаси, ще бъде Рикардо Алонсо Гонзалес.“ Дългогодишният американски тенис коментатор Бъд Колинс повтаря същите думи в своя статия от 2006 г. за MSNBC.com: „Ако трябва да избера някой, който да играе за моя живот, то това ще бъде Панчо Гонзалес.“

## Детство
Родителите на Рикардо – Мануел Антонио Гонзалес и Кармен Алире, имигрират от Мексико в САЩ в началото на ХХ век. Рикардо се ражда на 9 май 1928 г. в Лос Анджелис като най-голямото от общо седем деца. Семейството на Гонзалес не е бедно, а от средната класа.
Рикардо има голям белег на лявата си буза, който медиите приписват на буйното му минало като престъпник. В действителност белегът се дължи на нелеп инцидент като дете със скутер, когато се удря в кола, в резултат на което прекарва 2 седмици в болница.
Рикардо е наричан „Ричард“ от семейството и приятелите си. Той не харесва другия си прякор „Панчо“, който е често използван като обидно обръщение към мексиканците.

## Кариера

### Аматьор
За дванадесетия си рожден ден Гонзалес получава като подарък от майка си тенис-ракета за 51 цента. Тъй като семейството му няма възможност да плаща за уроци по тенис, Гонзалес се научава да играе докато гледа мачове на кортовете из обществените паркове на Лос Анджелис. Веднъж щом открива тайните на тениса, той губи интерес към училището, което му навлича неприятности с учителите, както и сблъсъци с органите на реда. Заради лошото си поведение в училище, сблъсъците със закона, както и произхода си, той е отхвърлен от англосаксонското и предимно аристократично тенис общество в Лос Анджелис.
На 15-годишна възраст е арестуван за кражба и прекарва една година в затвор за непълнолетни. С решение на Асоциацията по тенис на Южна Калифорния му е забранено да участва в турнири. След това, в края на Втората световна война, той постъпва във флота за две години, като през 1947 г. е освободен заради лошо поведение. Въпреки това намира сили да се върне към тениса. 
Според собствената си автобиография Гонзалес е бил висок 191 см и е тежал 83 кг на 19-годишна възраст. Според други негови съвременници той е бил с около 3-5 см по-нисък, но е бил по-висок от повечето от съперниците си по това време на корта и по-специално Панчо Сегура, Кен Розуол и Род Лейвър, всеки един от които е бил с 12-15 см по-нисък от него. Тони Трабърт, носител на 5 титли от Големия шлем в периода 1953-55, а по-късно и дългогодишен телевизионен тенис и голф коментатор, който е победен със значително превъзходство от Гонзалес по време на турнето им от 101 мача като професионалисти, и който има голяма лична неприязън към последния, в интервю за „Лос Анджелис Таймс“ споделя: „Гонзалес е най-големият природен атлет в историята на тениса. Начинът, по който може да движи огромното си тяло по корта е почти невероятен. Той е като една огромна котка… Рефлексът и реакциите на Панчо са дар Божи. Дори и да се движи в една посока, само за частица от секундата той е в състояние да промени посоката си и да достигне до всяка точка на корта.“
Независимо от липсата на каквито и да било тенис-мачове докато е във флота, Гонзалес достига до № 17 в американската ранглиста през 1947 г. През същата година участва и за първи път на Откритото първенство на САЩ, където в първия кръг отстранява британеца Дерек Бартън (участник в отбора за Купа Дейвис). Във втория кръг обаче отстъпва в пет сета пред поставения под № 3 в схемата Гарднър Мълой. В последния голям турнир за годината (Пасифик Саутуест, игран в Лос Анджелис) Гонзалес побеждава три световноизвестни имена в тениса по това време – Ярослав Дробни (носител на 3 титли от Големия шлем), Боб Фалкенбърг и Фран Паркър (носител на 4 титли от Големия шлем), но на финала губи от Тед Шрьодер (носител на 2 титли от Големия шлем).
През следващата година обаче Гонзалес изненадва всички след като с лекота печели Откритото първенство на САЩ със своя мощен стил на игра „сервис-воле“. Образът, който Гонзалес представя пред публиката по това време е коренно различен от този, сд който ще бъде запомнен. Американско тенис списание от онова време го описва като „красив, тъмнокож мексикано-американски младеж, който се усмихва по детски след всяка трудно спечелена точка, целува топката с молитва преди важен сервис и е достатъчно човечен да покаже нервност по пътя към най-ценната корона в света.“ Това е единствената титла за Гонзалес през 1948 г., но тя му е достатъчна, за да завърши годината като № 1 в американската ранглиста.
През 1949 г. Гонзалес се проваля на Уимбълдън, като британската преса го нарича „кашкавален шампион.“ Партньорът му на двойки по това време, Франк Паркър, започва да го нарича „Горгонзалес“ по името на италианското сирене горгонзола.
При завръщането си на Откритото първенство на САЩ обаче Гонзалес отново изненадва всички и печели за втора поредна година титлата. Във финала той побеждава поставения под № 1 и абсолютен фаворит за трофея Тед Шрьодер (предходната година той пропуска турнира) в един от най-великите тенис мачове в историята на играта. Преди финала Шрьодер има 8 победи от 9 срещу с Гонзалес, като единствената му загуба е в мач, в който играе със счупен нос (предния ден партньорът му на двойки го удря по невнимание по време на мач). Първият сет от финала продължава 1 час и 15 минути и е загубен с 16-18 от Гонзалес, който губи и следващия сет с 2-6, преди да спечели следващите три с 6-1, 6-2 и 6-4. Гонзалес печели и двата си мача за САЩ от финала за Купа Дейвис срещу Австралия (спечелен с 4 на 1 победи от американците), а в края на годината отново е № 1 в американската ранглиста.
След победата си над Шрьодер на Откритото първенство на САЩ е очевидно, че Гонзалес е най-добрият тенисист сред аматьорите, което кара Боби Ригс да му предложи професионален договор.

### Професионалист

#### Креймър
В първата си година при професионалистите Гонзалес губи 96 мача от най-добрия тенисист по това време Джак Креймър, както печели едва 27 от срещите си с него. В своята автобиография Креймър описва проблемите на Гонзалес през първата му година като професионалист: „Панчо нямаше идея как да живе или да се грижи за себе си. Той се хранеше единствено с хамбургери и хотдог и нямаше никаква представа от диети и тренировъчен режим като начало. По време на мач той пиеше кока-кола. Също така и пушеше много.“
Креймър печели 22 от първите си 26 мача срещу Гонзалес, както и 42 от първите 50. В края на турнето Гонзалес успява да спечели 15 от оставащите 32 срещи, но вече е прекалено късно. Организаторът на турнето Боби Ригс казва на Гонзалес, че е свършен и ще му е необходим нов тенисист, който да предизвика Креймър. Въпреки загубите си, Гонзалес печели 75 000 долара през първата си година като професионалист.
Загубите променят много и характера на Гонзалес. Той разбира, че ще трябва да започне да печели или ще остане без работа. Той започва да се изолира от останалите професионалисти и се превръща в самотника на турнето. „Той винаги беше най-нещастният човек в града“, казва Шрьодер.

#### Полу-отказване
От 1951 до 1953 година Гонзалес почти се е отказал от тениса. Той купува тенис магазин до парка, където се е научил да играе в родния си Лос Анджелис и само от време на време се включва в мачовете на професионалистите (причина за това е, че първо Ригс, а после и Креймър, който го наследява като организатор, не желаят да включват Гонзалес в програмата). Независимо от липсата на участия, Гонзалес успява да подобри значително играта си, като в автобиографията си твърди, че печели 11 от следващите си 16 мача с Креймър (точна статистика за мачовете по това време е трудно да бъде намерена).
През 1952 г. обаче Гонзалес се изкачва на върха при професионалистите. Той участва в общо 5 турнира през годината, като печели 4 от тях. Той напълно надиграва най-добрите професионалисти по това време – Панчо Сегура (печели 5 от 6-те им мача) и Креймър (3 победи от 3 мача). В края на годината обаче е поставен на втора позиция в ранглистата на професионалистите след Сегура (по онова време ранглистата не е особено точна, като предходната година например Сегура е поставен отново като № 1 пред Креймър, независимо, че последният го побеждава в 64 мача срещу едва 28 загуби).
През следващата 1953 г. Гонзалес почти не играе, като на два пъти – на професионалните турнири в Париж и Лондон – претърпява много тежки поражения от Франк Седжман (носител на 7 титли от Големия шлем). Независимо от това в края на годината подписва 7-годишен договор с Креймър за участие в професионалните турнета през следващата година.
През 1954 г. Гонзалес побеждава Сегура 30-21 мача, както и Седжман със същия резултат. Доминацията на Гонзалес през годината е безспорна и той е поставен като № 1 в световната класация в края на годината.

#### Доминация
През следващите 8 години Гонзалес е безспорния номер едно сред тенисистите, като редовно побеждава имена като Франк Седжман, Тони Трабърт, Кен Розуол, Лю Хоад, Мал Андерсън и Ашли Купър. Основното предимство на Гонзалес е силният му сервис, който прави безпомощни противниците му на корта.
През този период Гонзалес печели 8 път Професионалният турнир на САЩ (1953-1959 и 1961) и 4 пъти турнира Уембли в Лондон (еквивалентен на Уимбълдън за професионалистите, 1950–1952 и 1956), като същевременно побеждава в директни двубои на корта всички най-добри аматьори, които стават професионалисти, както и всеки един от шампионите на Уимбълдън в продължение на 10 години. По това време Гонзалес се прочува освен със силния си сервис и с огромното си желание за победа и великолепната игра на мрежата. Тази комбинация е толкова смъртоносна за съперниците му, че води за кратко време дори до промяна в правилата на тениса – през 50-те години се забранява да се играе сервис-воле преди топката да е тупнала обратно в полето на сервиращия. Въпреки това Гонзалес продължава да доминира в тениса и в крайна сметка забраната е отменена.

#### Съперничество с Розуол
В началото на 1957 година Гонзалес заминава за Австралия, за да играе с местния герой и най-добър тенисист Кен Розуол, който има спечелени 4 турнира от Големия шлем (включително финалист на Уимбълдън и шампион на Откритото първенство на САЩ през 1956 г.; по-късно Розуол печели още 4 турнира от Големия шлем). Гонзалес страда от киста на дланта на дясната си ръка и играе с обезболяващи инжекции, но независимо от това печели 7 от 10-те си мача с Розуол. Годината приключва с общо 50 победи на Гонзалес срещу 26 за Розуол.
В спомените си Креймър описва, че е бил много притеснен от това Гонзалес да не разгроми тотално Розуол и да съсипе интригата в турнето, че се споразумява с първия да губи някой от мачовете си в замяна на увеличение на процента от приходите, които ще получава (същият е увеличен от 20 на 25 процента).

#### Съперничество с Хоад
Най-голямото предизвикателство за Гонзалес през този период обаче е друг австралиец – Лю Хоад (носител на 5 титли от Големия шлем, в това число шампион на Уимбълдън през 1953, 1956 и 1957). През 1958 г. Хоад печели 18 от първите 27 мача с Гонзалес, което заплашва да го детронира от върха. Гонзалес обаче подобрява значително играта си и най-вече бекхенда, след което печели 42 от следващите 60 мача и завършва годината с 51 победи срещу 36 за Хоад.
В края на 1957 г. Гонзалес се опитва да развали договора си с Креймър, тъй като получава едва 15 000 долара годишно (за пример през 1955 г. Тони Трабърт взима 80 000 долара), но не успява. Тази голяма разлика в заплащането изолира Гонзалес, който обикновено пътува сам и се появява единствено за срещите си по време на турнетата Единственият играч, с който Гонзалес е в по-добри отношения е именно Хоад, според Креймър.

#### Съперничество с Лейвър
През 60-те години на ХХ век изгрява звездата на Род Лейвър, който успява да направи Голям шлем в една календарна година на два пъти (1962 и 1969). В автобиографията си Кремър обаче твърди, че „независимо че Лейвър бе абсолютно непобедим в края на 60-те години, при едно по-задълбочено сравнение може да се направи извода, че вече възрастният Гонзалес можеше редовно да побеждава Лейвър.“
Като доказателство Кремър представя победата на Гонзалес над Левър в 5 сета през януари 1970 г. в зала „Медисън Скуеър Гардън“ в Ню Йорк, който мач е с награден фонд от 10 000 долара само за победителя. По това време Гонзалес е вече на 41 години, а Лейвър все още е смятан за най-добрия тенисист в света. Въпреки загубата Лейвър печели по-късно турнира, като побеждава на полуфинала Гонзалес.
За период от седем години (1964-1970), в който Лейвър е на възраст 26-32 години, а Гонзалес 36-42, Лейвър печели 35 мача срещу 19 за Гонзалес (или според други източници 38 срещу 21). 

### Отворената ера
По-голямата си част от кариерата си Гонзалес прекарва като професионалист (1949-1967) и когато през 1968 г. последните биват допуснати до участие в турнирите от Големия шлем, Гонзалес е прекалено възрастен. Креймър твърди, че през този период Гонзалес с лекота би спечелил поне 11 титли от Уимбълдън и Откритото първенство на САЩ.
Първото участие на Гонзалес на Ролан Гарос е през май 1968 г., когато той вече е навършил 40 години. Независимо от факта, че червените кортове не са благоприятни за неговия стил на игра, на четвъртфиналите Гонзалес побеждава миналогодишния шампион Рой Емерсън, но след това губи на полуфинала от Лейвър. На Уимбълдън Гонзалес губи в третия кръг, а на Откритото първенство на САЩ същата година побеждава поставения под № 2 в схемата Тони Роуч, но на четвъртфинала губи епична битка с бъдещия финалист Том Окър.

### Един от най-великите мачове игран някога
През 1969 г. обаче Гонзалес става герой в един от най-великите и най-продължителен до този момент мач в историята на тениса (толкова продължителен, че става причина за въвеждането на тайбрека). По време на Уимбълдън 41-годишният Гонзалес се изправя срещу 16 години по-младия от него пуерториканец Чарли Пасарел. Последният печели титаничен първи сет с 24-22, след което с напредването на вечерта и мрака, Гонзалес иска спиране. Съдията обаче не уважава искането му и Гонзалес практически отказва да играе втория сет, който губи с 1-6, след което мачът е спрян, като Гонзалес е освиркван на излизане от Централния корт.
На следващия ден обаче нещата са коренно променени. Пасарел, опитвайки се да измори по-възрастния си съперник, насочва ударите си в краката на Гонзалес или играе дълги прехвърлящи удари. При една от смяната на полетата Гонзалес се обръща към Пасарел с думите: „Чарли, знам какво се опитваш да направиш, но няма смисъл.“ Гонзалес успява да обърне мача като печели последните 3 сета с 16-14, 6-3 и 11-9. В решителния пети сет Гонзалес спасява седем мачбола на Пасарел, като на два пъти успява да спечели гейма, след като изостава с 0-40. Епичният сблъсък продължава общо 5 часа и 12 минути. Гонзалес стига до четвъртия кръг, където губи от Артър Еш.

### Последни години като професионалист
Гонзалес продължава със спорадични участия в турнири през 70-те години. През януари 1970 г. побеждава Лейвър в 5 сета в мач с награден фонд от 10 000 долара само за победителя, независимо че предходната година Лейвър прави за втори път Голям шлем, а Гонзалес е на 41 години. През следващата година побеждава 19-годишния Джими Конърс, като играе само от дъното на корта, въпреки че е прочут с играта си сервис-воле. По това време Гонзалес се премества да живее в Лас Вегас, където става тенис директор на казиното Цезар Палас (през 1985 г. Гонзалес е уволнен, след като отказва да даде уроци не съпругата на собственика на казиното).
През 1968 г. Гонзалес е приет в Международната тенис зала на славата.

## Личен живот и семейство
Рикардо Гонзалес се жени и развежда 6 пъти и има 8 деца, най-големият от които, Ричард, също играе тенис. Първият му брак е бил през 1948 г. с Хенриета Педрин. После се е оженил два пъти с Мадлин Дароу. Последната му съпруга е Рита – сестра на Андре Агаси. Бащата на Рита – Майк Агаси (бивш боксьор и участник в отбора на Иран на олимпиадата през 1952 г.) – е мразел толкова много Гонзалес, че дори е обмислял възможността да го убие. Гонзалес е бил треньор на младата Рита, в който тя се опълчва на баща си и неговите изтощителни методи на тренировки (5000 удара на ден), след което се премества при Гонзалес и двамата сключват брак на 31 март 1984 г., когато Рикардо е 55-годишен. Години преди това младият Майк Агаси е бил страничен съдия по време на мач на Гонзалес в Чикаго, като двамата влизат в остри спорове и Агаси е принуден да напусне поста си. През 1989 г. Рикардо и Рита се развеждат. 
След прекратяването на кариерата си Гонзалес работи известно време като коментатор за американската телевизия АВС, но не продължава в това си поприще, тъй като му липсва мотивация, въпреки големите си познания за играта.
През 1994 г. Гонзалес е диагностициран от рак. Тумори са открити в стомаха, хранопровода, челюстта и мозъка. Умира от това в Лас Вегас на 3 юли 1995 г., гледайки по телевизията предаването на турнира „Уимбълдън“. Андре Агаси плаща за погребението му.

## Място сред най-великите тенисисти на всички времена
За периода от 1920 до 1934 година Бил Тилдън е смятан за най-великия тенисист за всички времена. По време на Златния век на тениса от 1934 до 1967, когато играят Елсуърт Вайнс, Фред Пери, Доналд Бъдж, Ригс, Креймър, Гонзалес, Сегура, Седжман, Тръбърт, Хоад, Розуол и Лейвър, именно Гонзалес е смятан за най-добрия тенисист в този период. След началото на Отворената ера през 1968 г. тенисисти като Род Лейвър, Бьорн Борг, Джон Макенроу, Пийт Сампрас и Роджър Федерер са считани за по-добри от Тилдън и Гонзалес.
Мнозина от специалистите обаче все още приемат Гонзалес за най-добрия тенисист за всички времена. Панчо Сегура, Лю Хоад и Алън Фокс са на мнение, че именно Гонзалес е № 1 в историята на тениса. Дългогодишният американски тенис коментатор Бъд Колинс в своята Тенис Енциклопедия казва за Гонзалес, че „е може би толкова добър, колкото всеки друг тенисист, играл някога.“ В същата енциклопедия Лейвър е описан като „може би най-великият тенисист“, а Тилдън като „най-великият от всички тях.“